# Göran Möller
Göran Petter Möller, född 8 november 1824 i Västra Ingelstads församling, Malmöhus län, död 20 augusti 1908 i Norrköpings Matteus församling, Östergötlands län, var en svensk kompositör och violinist.

## Biografi
Göran Möller föddes 1824 på Brödarp i Västra Ingelstads socken. Han blev 1847 elev vid Musikkonservatoriet i Stockholm och var från 1849 till 1850 anställd som violinist vid Kungliga hovkapellet. Möller arbetade därefter som kapellmästare vid Ellforska teatersällskapet och blev 1851 musikdirektör i Norrköpings stad. I Norrköping var han även ledare för Möllerska orkestern och en av de drivande i Musikaliska sällskapet i Norrköping. Han avled 1908 i Norrköpings Matteus församling.
Möller komponerade även visor.

## Kompositioner
- Festmarch för orkester, tillägnad kung Oscar II. Uppförd 16 november 1874 inför kungen på en festmiddag i Norrköping.[7]
- Festmarch för orkester, tillägnad kronprinsessan Lovisa av Danmark, utgiven på Kungliga hovmusikhandeln, Köpenhamn. Uppförd 1881 vid öppnandet av industriutställningen i Malmö.[8]
- Norrköpings skarpskytte-marsch, utgiven på Elkan & Schildknecht, Stockholm.[9]

### Piano
- Klöfverbladet, vals för piano forte, tillägnad Wilhelmina Hilda och August, utgiven 1863 på Lith. AB, Norrköping.[10]

### Sånger
- Liten fågel, text av Mathilda Langlet. Senare arrangerad för blandad kör av Per Lundkvist.[11]

- Tre sånger, tillägnad Olfine Torssell, utgiven på Huss & Beer, Stockholm.[12]

1. Sommarnatten, text av Johan Ludvig Runeberg.
2. Den första kyssen, text av Johan Ludvig Runeberg.
3. En liten fågel, text av Mathilda Langlet.

- Fyra nya visor, text av Elias Sehlstedt, tillägnad Victor Holmquist, utgiven 1874 på Elkan & Schildknecht, Stockholm.[13]

1. En söndagsmorgon i Skogen.
2. Gör så godt du kan!
3. Visa.
4. Jo jo, men!

- Fyra Sehlstedts visor, text av Elias Sehlstedt, tillägnad Victor Holmquist.[14]

1. Från en husmamsell på landet.
2. Min gamla och min nya frack.
3. Erotisk fantasi.
4. Pellas visa.

- Jultomten, text av Edouard Laurent, utgiven 1893 på Elkan & Schildknecht, Stockholm.[15]

### Kör
- Kvartetter för mansröster, tillägnad ordenssällskapet W. 6, utgiven 1876 på Elkan & Schildknecht, Stockholm.[16]

1. W. 6 högtidssång.
2. Serenad.
3. "Fram, framåt på ljusets bana"!
4. Aftonstjernan.
5. En rast i skogen.
6. Polka-fantasi.

### Arrangemang
- Festmarch för piano, utgiven 1875 på Axel Randel, Norrköping.[7]
- Liten fogel. Fantasi transkription för pianoforte.[17]